# Petar Dobrović

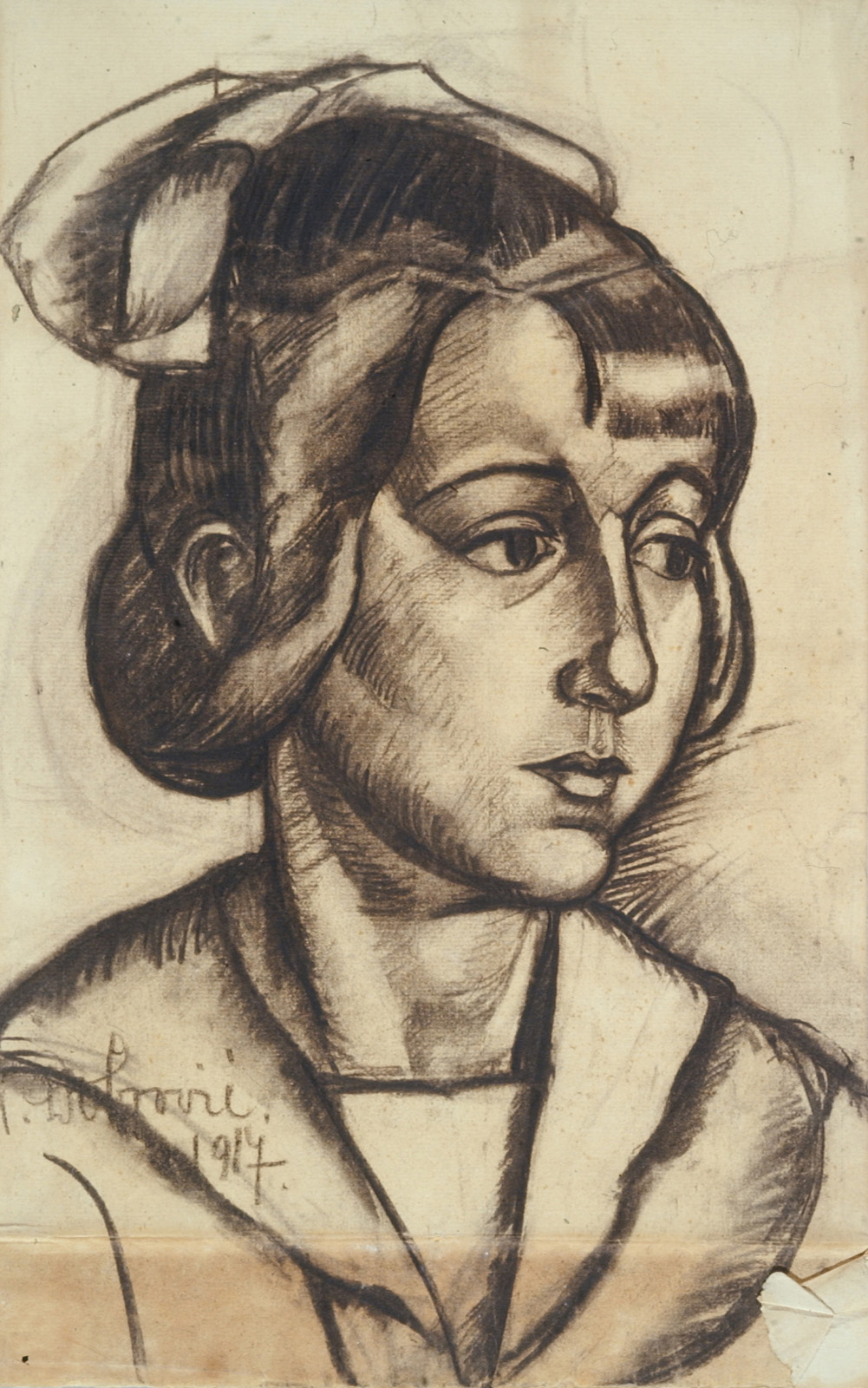
Cabeza de joven (Dobrović, 1917)

Petar Dobrović ([pêtar dǒːbroʋél͡ɕ]; Pécs, 14 de enero de 1890 - 27 de enero de 1942, cirílico serbio: Петар Добровић, en húngaro: Dobrovits Péter) fue un pintor y político de etnia serbia nacido en el Imperio Austrohúngaro (actual Hungría).
Dobrović nació en Pécs. Fue un exponente del colorismo serbio y autor de retratos y paisajes. Previamente había tenido etapas impresionistas y cubistas.
Fue brevemente el presidente de la efímera República de Barany-Baja en 1921. Posteriormente vivió en el Reino de Yugoslavia, donde fue uno de los fundadores de la Academia de Bellas Artes de Belgrado. Murió durante la ocupación alemana de Belgrado durante Segunda Guerra Mundial y fue enterrado en Novo groblje en Belgrado.